# Tarnschminke

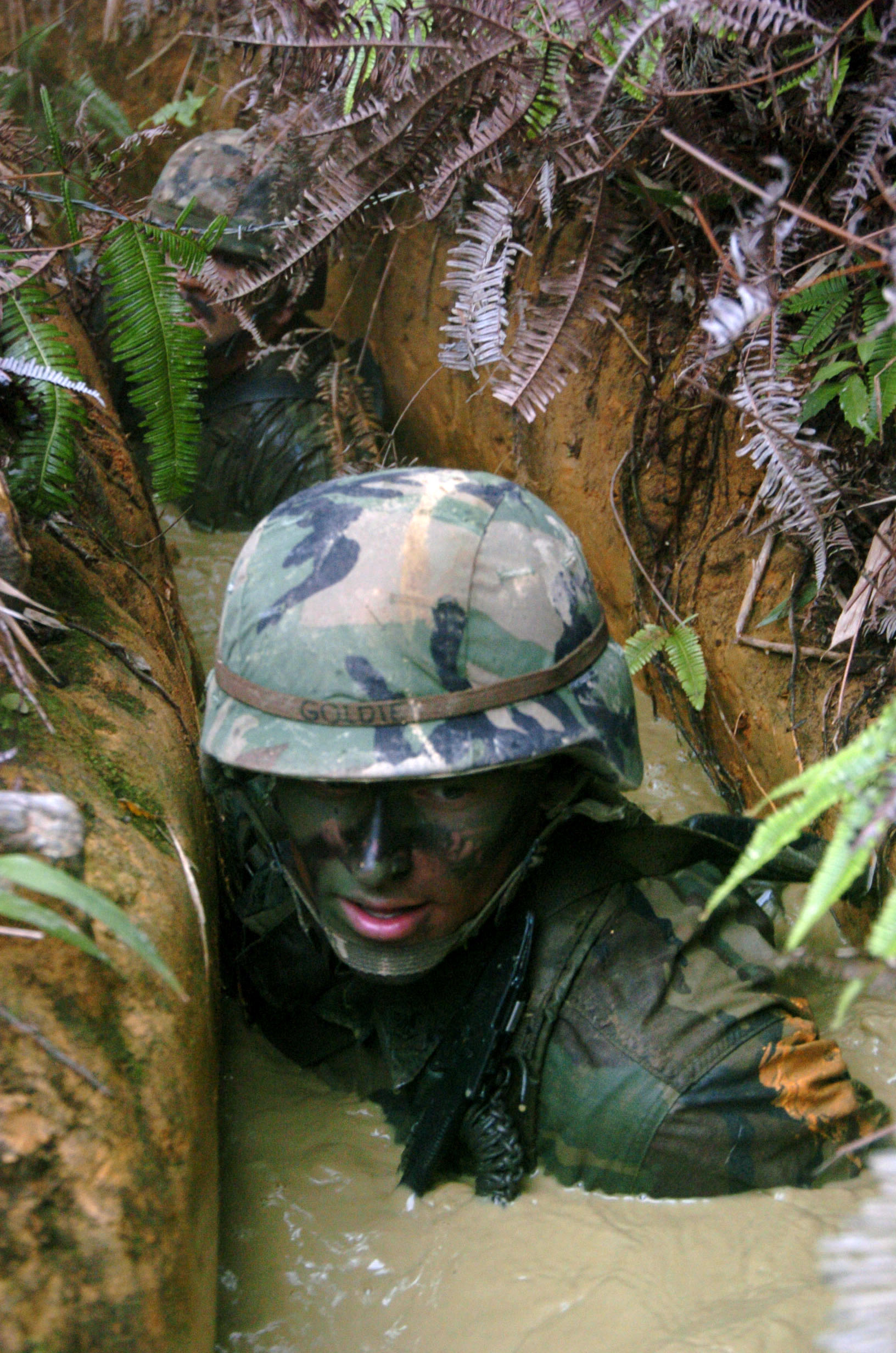
US-Navy-Soldat mit Flecktarnschminke während einer Dschungelkriegsausbildung

Tarnschminke (englisch camouflage face paint) ist eine militärische Schminke, die dafür gedacht ist, im Rahmen des Tarnen und Täuschens die freiliegenden und sichtbaren Hautstellen eines Soldaten optisch durch Schattierungen zu tarnen. Die Basisfarben für Tarnschminke sind Oliv, Schwarz und Braun. Tarnschminke wird in Tuben, Etuis und Schminkstiften geliefert und mittels Finger oder Schminkstift aufgetragen. Auch ist es durch Dienstvorschriften meist vorgeschrieben, wie sie der Soldat im Gesicht aufzutragen hat. So besagt die ZDv der Bundeswehr, dass zum Beispiel zunächst Gesicht, Ohren, Hals und Nacken olivgrün grundiert werden und dann das Tarnschema darüber aufgetragen wird.
Folgende drei Tarnschemata werden beispielsweise in der Bundeswehr gelehrt:
- Z-Tarnung: ein durchgehendes schwarzes Muster in Form eines unregelmäßigen Z über Stirn, Gesicht und Kinn
- Strichtarnung: durchgehende schwarze Diagonalstriche über Gesicht und Hals
- Fleckentarnung: unregelmäßig verteilte schwarze Flecken auf olivgrünem Grund

Da die Tarnschminke während eines Manövers oder Kampfeinsatzes durch Schweiß verläuft, muss der Soldat, wenn es die Lage erlaubt, nachschminken.
Als es noch keine Tarnschminke in der Bundeswehr gab, behalf man sich für die Gesichtstarnung mit Papierasche, Holzkohle oder Korken, die kurz mit dem Feuerzeug angezündet wurden, um dann den angekohlten Kork im Gesicht zu verreiben. Solange es die Lage im Kampfeinsatz erfordert, gilt dies auch heute noch. In den frühen 1980er Jahren gab es die truppeninterne Anweisung im äußersten Notfall behelfsmäßig den Ruß aus Auspuffrohren zu verwenden.
Allergiker, die empfindlich auf die Inhaltsstoffe von Tarnschminke reagieren, oder Personen mit Akne dürfen in der Bundeswehr mit einem Attest vom Truppenarzt ihr Gesicht ersatzweise mit einem olivgrünen, dienstlich gelieferten Moskitogesichtsnetz tarnen.
Soldaten mit stark pigmentierter Haut, beispielsweise Afroamerikaner in der US Army, verzichten aufgrund ihres Teints auf die schwarze bzw. braune Farbe, nutzen aber dennoch die oliven oder beigen Farben.
Einer der Inhaltsstoffe von Tarnschminke ist Paraffin.

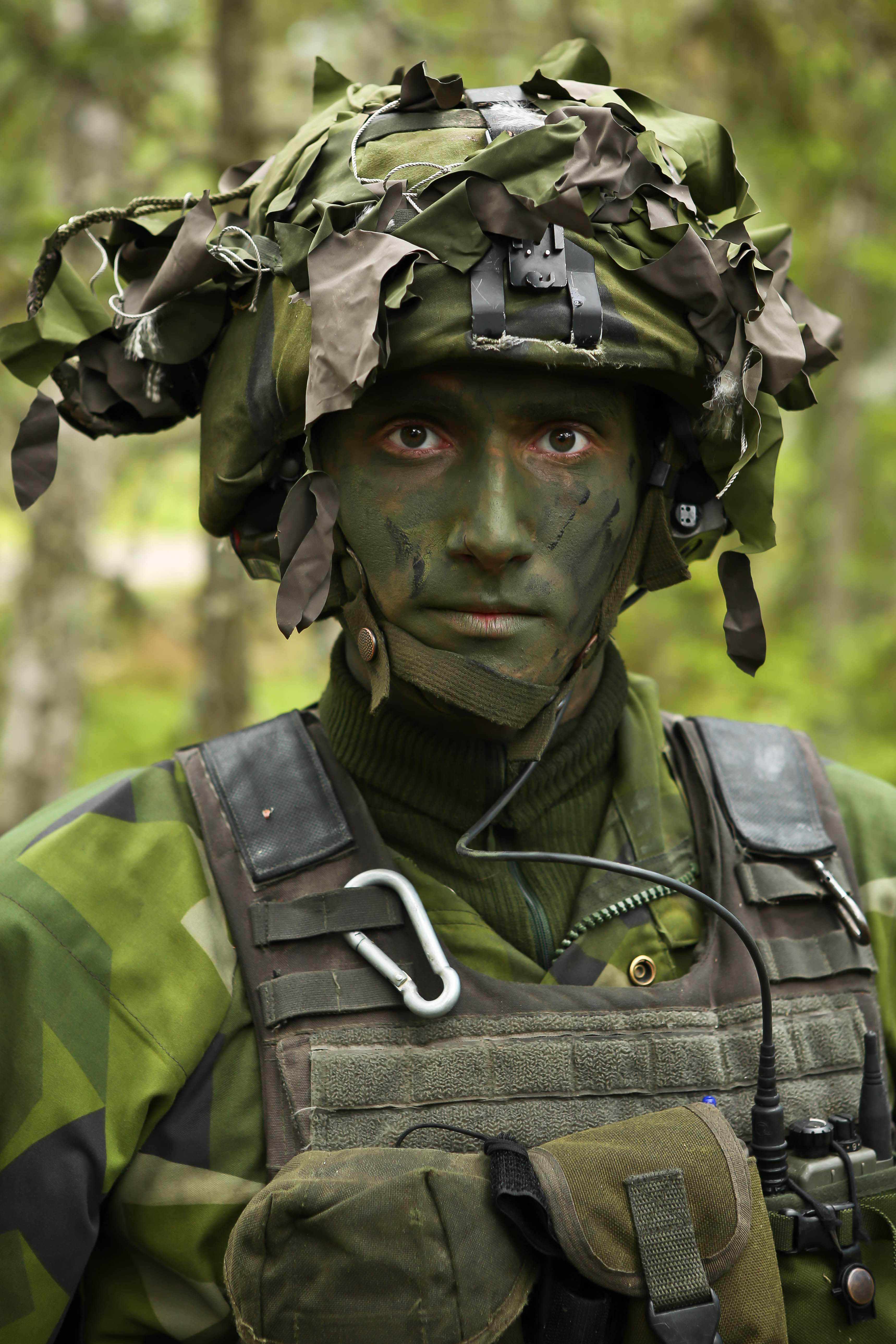
Angehöriger des schwedischen 2. Amphibienbataillons der Schwedischen Marine
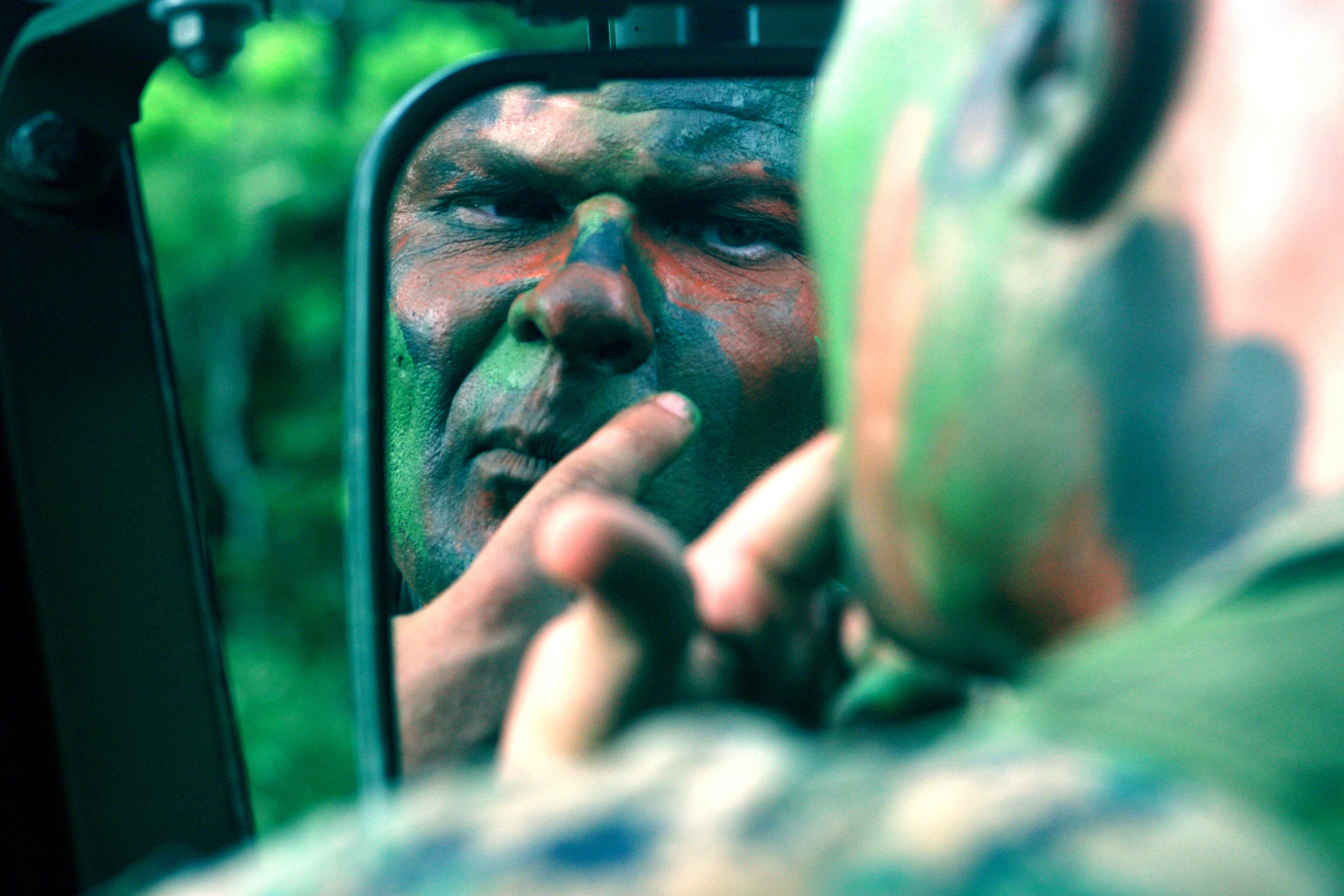
US-Marineinfanterist
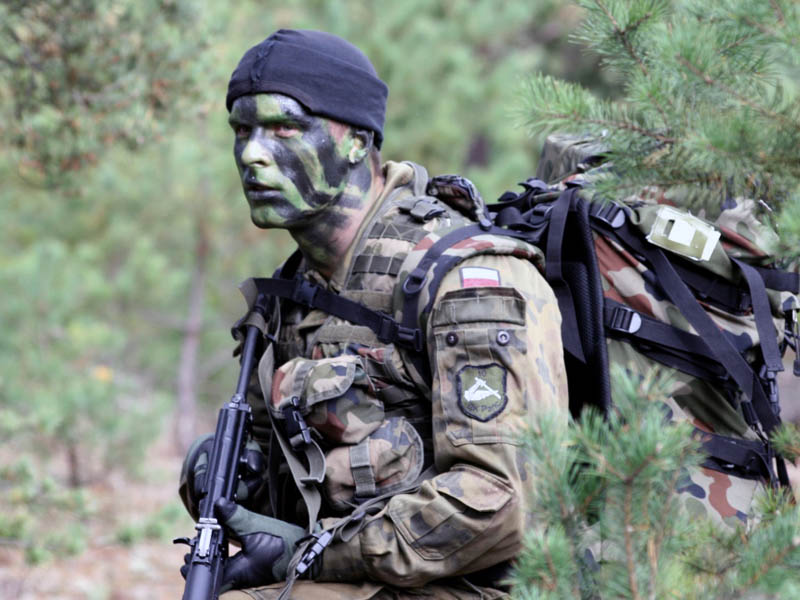
Angehöriger der polnischen 11 Lebuser Panzerdivision
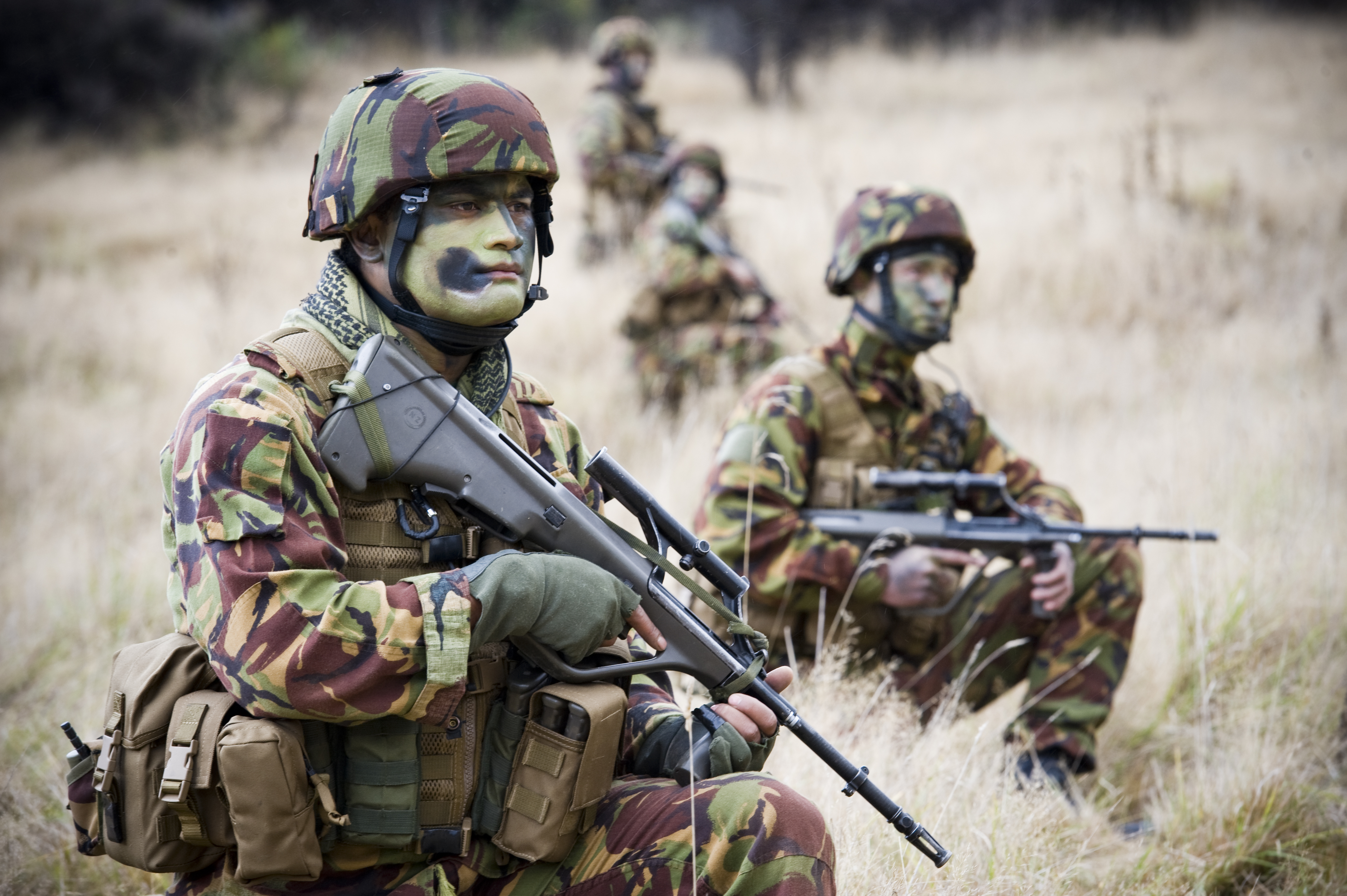
Angehöriger der New Zealand Defence Force mit an die Uniform angepasstem Gesichtstarnmuster